# 전지승
전지승(2002년 ~ )은 대한민국의 래퍼다.

## 방송
- 전교톱10 (2020) - Top32

## 음반
- :Untitled (2023)